# Cindy Sampson
Cindy Sampson est une actrice canadienne née le 27 mai 1978 à Halifax, en Nouvelle-Écosse (Canada).

## Filmographie
- 2001 : Riches (court-métrage) : Molly McBride
- 2001 : Lexx (série télévisée) : Druid Girl
- 2002 : Mama Africa:Growing Up Urban (regroupement de 3 courts-métrages dont Riches)
- 2002 : Lift-Off (court-métrage) : Cynth
- 2002-2004 : A Guy and a Girl (série télévisée) : Sheila
- 2003 : Face à son destin (TV) : April Gradwell
- 2003 : Soirée d'angoisse (en) (TV) : Jordan Hayes
- 2004 : The Straitjacket Lottery (court-métrage) : Sophie
- 2004 : Dans la peau du tueur (en) (TV) : Marisol
- 2005 : Jesse Stone : En l'absence de preuves (en) (TV) : Barbara Carey
- 2006 : Disparu (TV) : Zoe Ravena
- 2006 : Pretty Dead Flowers (court-métrage) : Rebekah Stern
- 2006 : Proof of Lies (TV) : Tracy Morgan
- 2006 : Last Kiss : Danielle
- 2006 : October 1970 (en) (mini-série TV) : Sylvie
- 2007 : Mein Traum von Afrika (TV)
- 2007 : Présomption d'innocence (TV) : Diane Summers
- 2007  à 2011 : Supernatural, 11 épisodes : Lisa Braeden
- 2008 : Le Monstre des marais : Melanie Blaime
- 2008 : Le Diable et moi, épisode La Vérité / Fils à papa ! : Marlena
- 2008 : The Christmas Choir (en) (TV) : Jill Crosby
- 2009 : My Claudia (court-métrage) : Hailey
- 2009 : Invasion au Far-West (TV) : Abigail Pixley
- 2010 : The Shrine (en) : Carmen
- 2011 : Being Human, épisodes Un nouvel ami et Je veux que tu reviennes (d'entre les morts)  : Cindy Lanham
- 2012 : Camion de Rafaël Ouellet : Jade
- 2015 : Rookie Blue, épisodes Révélation ; Une famille parfaite et Un vrai gentleman : Jamie Toth
- 2015 : The Art of More : Clarissa Hewitt
- 2016-2021 : Private Eyes : Angie Everett
- 2018 : Mon amoureux secret (My Secret Valentine) (TV) : Taylor[1]
- 2019 : Un Noël ensorcelé (A Christmas Crush) (TV) : Addie[2]
- 2020 : Un Noël de star (A Christmas Break) (TV) : Addison Tate[3]
- 2021 : De celles qui osent, épisodes Question de confiance et Le Mélange : Nicole Keating
- 2022 : Departure, épisodes Naufrage ; Les Survivants et Choisir, c’est renoncer : Francine Quigley
- 2022 : Tokens (en) (Web série), épisode The Mixer : Diversity Trainer
- 2023 : Les Sœurs Spencer, épisode Le Drame de la diva : Candace Buchanan
- 2023 : Escalation : Lt. Pamela Archer
- 2023 : Un prince sous le sapin (Royally Yours, This Christmas) : Neve Collins (TV)
- 2024 : Retour à Sullivan's Crossing,  épisodes Un orage se prépare et 5 à 9 : Jane
- 2025 : The Last Woman Who Lived Here (TV) : Serena